# Partido Revolucionario Moderno

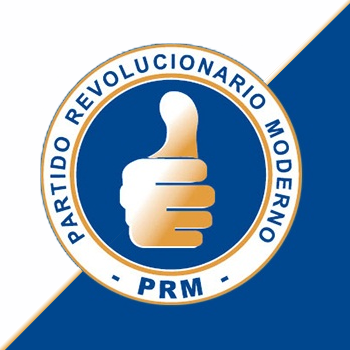

Die Partido revolucionario moderno (PRM; deutsch Moderne Revolutionäre Partei) ist eine Mitte-Links-Partei der Dominikanischen Republik. Sie entstand 2014 nach einer neuen Spaltung innerhalb der Dominikanischen Revolutionären Partei (PRD). Derzeit ist sie die Partei der dominikanischen Regierung, nachdem ihr Präsidentschaftskandidat Luis Abinader bei den Präsidentschaftswahlen 2020 zum Sieger gewählt wurde.

## Geschichte
Die Partei wurde am 9. September 2014 vom Geschäftsmann und derzeitigen Präsidenten der Dominikanischen Republik, Luis Abinader, sowie vom ehemaligen Präsidenten Hipólito Mejía nach einer Krise innerhalb der Dominikanischen Revolutionspartei (PRD) gegründet.
Anfangs wurde die Dominikanische Sozialallianz (spanisch: Alianza Social Dominicana) als kleine politische Partei der Dominikanischen Republik von Rafael Abinader gegründet. Bei der Wahl vom 16. Mai 2006 war die Partei Mitglied der unterlegenen Großen National-Allianz. Im Jahr 2014 wurde sie in eine neue Partei umgewandelt, die Moderne Revolutionäre Partei.
Luis Abinader und Hipólito Mejía gründeten somit eine neue Partei. Bis zum 4. August 2014 hatten 34 Abgeordnete ihren Wechsel von der PRD zur PRM bestätigt.
Die PRM nahm zum ersten Mal an den Parlamentswahlen 2016 teil und führte dort eine Koalition aus mehr als zehn Parteien an.
Die PRM führte die XVII. Außerordentliche Nationalversammlung am 26. April 2015 an, wo Luis Abinader zum Präsidentschaftskandidaten und Carolina Mejía zur Vizepräsidentschaftskandidatin gewählt wurden.